# Gisela (pjevačica)
Gisela (1. siječnja 1979., Barcelona, Katalonija, Španjolska) španjolska je pop pjevačica koja je osvojila 8. mjesto u prvom izdanju showa Operación Triunfo. Prije toga je studirala novinarstvo na Universidad Autónoma de Barcelona.

## Karijera prije showa Operación Triunfo
2002. je izdala prvi album koji se zvao Parte De Mí. Prodano je 200,000 kopija u nekoliko tjedana. Pjesma Este Amor Es Tuyo je pobijedila na festivalu Viña del Mar. Pjevala je za Španjolsku na Euroviziji 2002. s prijateljicom Rosom López.
2003. je izdala drugi album koji se zvao Más Allá. Imao je pet singlova, uključujući  i hitove Sola i Amor Divino. Također je izdala svoju verziju pjesme "What a Feeling" i doživjela veliki uspjeh u Ujedinjenom Kraljevstvu. Pjesmu u originalu pjeva Irene Cara.  

## Ni te lo imaginas
2006. je izdala treći album koji se zvao Ni te lo imaginas s kojim je doživjela veliki uspjeh u Španjolskoj. Sa singlom Turu-Turu se popela na vrh španjolske top ljestvice. Drugi singl koji je doživio znatan uspjeh se zvao Mágica La Notte.

## Eurovizija 2008.
Gisela je predstavljala Andoru na Euroviziji 2008. s pjesmom Casanova. U polufinalu je završila 16., te se nije uspjela kvalificirati u finale.

## Diskografija

### Albumi
| Godina | Singl               | Chart | Broj prodanih kopija                    |
| Godina | Singl               | ESP   | Broj prodanih kopija                    |
| ------ | ------------------- | ----- | --------------------------------------- |
| 2002.  | "Parte de Mí"       | 4     | 200,000 [Valemusic Records] x2 Platinum |
| 2003.  | "Parte de Mí "      | 43    | - Valemusic                             |
| 2003.  | "Más Allá"          | 8     | - Valemusic                             |
| 2006.  | "Ni Te Lo Imaginas" | 32    | - Filmax                                |

### Singlovi
| Godina | Singl                   | Podaci | Podaci | Album             |
| Godina | Singl                   | ESP    | UK     | Album             |
| ------ | ----------------------- | ------ | ------ | ----------------- |
| 2002.  | "Vida"                  | 1      | -      | Parte de Mi       |
| 2002.  | "Mil Noches & Una Más"  | 4      | -      | Parte de Mi       |
| 2002.  | "Ámame Ahora & Siempre" | 10     | -      | Parte de Mi       |
| 2002.  | "Este Amor Es Tuyo"     | 18     | -      | Parte de Mi       |
| 2003.  | "Amor Divino"           | 10     | -      | Más Allá          |
| 2003.  | "Más Allá"              | 9      | -      | Más Allá          |
| 2003.  | "Sola"                  | 1      | -      | Más Allá          |
| 2004.  | "Tengo Fe"              | 6      | -      | Más Allá          |
| 2004.  | "Nadie Como Tú"         | 12     | -      | Más Allá          |
| 2006.  | "Turu Turu"             | 1      | -      | Ni Te Lo Imaginas |
| 2006.  | "Mágica La Notte"       | 62     | -      | Ni Te Lo Imaginas |
| 2006.  | "Viviré En Tus Sueños"  | 8      | -      | Ni Te Lo Imaginas |
| 2007.  | "Mi Mundo Eres Tú"      | -      | 79     | Ni Te Lo Imaginas |
| 2008.  | "Casanova"              | 2      | 69     | Casanova - Singl  |